# 6758 Джессіоуенс
6758 Джессіоуенс (6758 Jesseowens) — астероїд головного поясу, відкритий 13 квітня 1980 року.
Тіссеранів параметр щодо Юпітера — 3,349.